# Liste des rois légendaires de l'île de Bretagne
Cette liste des rois légendaires de l'île de Bretagne provient de l'Historia regum Britanniae de Geoffroy de Monmouth, écrite au XIIe siècle. Sa valeur historique est faible : le récit de Geoffroy puise à des sources variées, plus ou moins valables d'un point de vue historiographique, dont la réunion est le fait de Geoffroy lui-même.

## Liste commentée
| Angleterre                                                    | Écosse                                        | Pays de Galles                                | Cornouailles                                  | Correspondance historique |
| ------------------------------------------------------------- | --------------------------------------------- | --------------------------------------------- | --------------------------------------------- | --- |
| Brutus (24 ans)                                               | Brutus (24 ans)                               | Brutus (24 ans)                               | Corineus                                      | Contemporain du juge d'Israël Eli et du roi d'Albe Aeneas Silvius d'après Geoffroy de Monmouth.                                                            |
| Locrinus (10 ans)                                             | Albanactus                                    | Kamber                                        | Guendoloena                                   | |
| Guendoloena (15 ans)                                          |                                               |                                               |                                               | |
| Maddan (40 ans)                                               | Maddan (40 ans)                               | Maddan (40 ans)                               | Guendoloena                                   | Contemporain du prophète Samuel, du roi d’Albe Aeneas Silvius et d'Homère d'après Geoffroy de Monmouth.                                                    |
| Mempricius (20 ans)                                           | Mempricius (20 ans)                           | Mempricius (20 ans)                           | Mempricius (20 ans)                           | Contemporain du roi d’Israël Saül et du roi d’Argolide Eurysthée d'après Geoffroy de Monmouth.                                                             |
| Ebrauc (40 ou 60 ans)                                         | Ebrauc (40 ou 60 ans)                         | Ebrauc (40 ou 60 ans)                         | Ebrauc (40 ou 60 ans)                         | Contemporain du roi d’Israël David d’après Geoffroy de Monmouth.                                                                                           |
| Brutus au Vert Écu (12 ans)                                   |                                               |                                               |                                               | |
| Leil (25 ans)                                                 | Leil (25 ans)                                 | Leil (25 ans)                                 | Leil (25 ans)                                 | Contemporain du roi d’Israël Salomon d'après Geoffroy de Monmouth.                                                                                         |
| Rud Hudibras (39 ans)                                         | Rud Hudibras (39 ans)                         | Rud Hudibras (39 ans)                         | Rud Hudibras (39 ans)                         | Contemporain des prophètes Aggée, Amos, Joël et Azarias d'après Geoffroy de Monmouth.                                                                      |
| Bladud (20 ans)                                               | Bladud (20 ans)                               | Bladud (20 ans)                               | Bladud (20 ans)                               | Contemporain du prophète hébreu Élie d'après Geoffroy de Monmouth.                                                                                         |
| Leir (60 ans)                                                 |                                               |                                               |                                               | |
| Cordeilla (5 ans)                                             |                                               |                                               |                                               | |
| Marganus Ier au Nord de l’Humber et Cunedagius au Sud (2 ans) |                                               |                                               |                                               | |
| Cunedagius (33 ans)                                           | Cunedagius (33 ans)                           | Cunedagius (33 ans)                           | Cunedagius (33 ans)                           | Contemporain du prophète Isaïe, du roi d’Israël Osée et de Romulus et Rémus d’après Geoffroy de Monmouth.                                                  |
| Rivallo                                                       | Rivallo                                       | Rivallo                                       | Rivallo                                       | Fils de Cunedagius |
| Gurgustius                                                    | Gurgustius                                    | Gurgustius                                    | Gurgustius                                    | Fils de Rivallo |
| Sisillius Ier                                                 | Sisillius Ier                                 | Sisillius Ier                                 | Sisillius Ier                                 | ? |
| Iago                                                          | Iago                                          | Iago                                          | Iago                                          | Neveu de Gurgistius |
| Kimmarcus                                                     | Kimmarcus                                     | Kimmarcus                                     | Kimmarcus                                     | Fils de Sisilius |
| Gorbodugo                                                     |                                               |                                               |                                               | |
| Guerre fratricide entre Ferrex et Porrex Ier.                 | Guerre fratricide entre Ferrex et Porrex Ier. | Guerre fratricide entre Ferrex et Porrex Ier. | Guerre fratricide entre Ferrex et Porrex Ier. | Deux fils de Gorbodugo |
| Guerre civile, division de la Bretagne entre cinq rois.       |                                               |                                               |                                               | |
| Pinner                                                        | Staterius                                     | Rudaucus                                      | Cloten                                        | |
| Pinner                                                        | Staterius                                     | Rudaucus                                      | Dunvallo Molmutius                            | |
| Dunvallo Molmutius (40 ans)                                   | Dunvallo Molmutius (40 ans)                   | Dunvallo Molmutius (40 ans)                   | Dunvallo Molmutius (40 ans)                   | Fils de Cloten roi de Cornouailles |
| Brenne au Nord de l'Humber et Belin au Sud                    | Brenne au Nord de l'Humber et Belin au Sud    | Brenne au Nord de l'Humber et Belin au Sud    | Brenne au Nord de l'Humber et Belin au Sud    | Fils de Dunvallo. Contemporains du Sac de Rome par Brennos d’après Geoffroy de Monmouth.                                                                   |
| Belin                                                         | Belin                                         | Belin                                         | Belin                                         | Fils de Dunvallo |
| Gurguint Barbtruc                                             | Gurguint Barbtruc                             | Gurguint Barbtruc                             | Gurguint Barbtruc                             | Fils de Belin. Contemporain du colon irlandais légendaire Partholon d'après Geoffrey.                                                                      |
| Guithelin                                                     |                                               |                                               |                                               | |
| Marcia (régence)                                              | Marcia (régence)                              | Marcia (régence)                              | Marcia (régence)                              | Femme de Guithelin |
| Sisillius II                                                  | Sisillius II                                  | Sisillius II                                  | Sisillius II                                  | Fils de Guithelin |
| Kinarius                                                      | Kinarius                                      | Kinarius                                      | Kinarius                                      | Fils de Sisilius II |
| Danius                                                        | Danius                                        | Danius                                        | Danius                                        | Frère de de Kinarius |
| Morvidus                                                      | Morvidus                                      | Morvidus                                      | Morvidus                                      | Fils de Danius et de concubine Tangustela |
| Gorbonian                                                     | Gorbonian                                     | Gorbonian                                     | Gorbonian                                     | Fils de Morvidus |
| Arthgallo                                                     | Arthgallo                                     | Arthgallo                                     | Arthgallo                                     | Fils de Morvidus, frère du précédent. |
| Elidur (5 ans)                                                | Elidur (5 ans)                                | Elidur (5 ans)                                | Elidur (5 ans)                                | Frère des précédents |
| Arthgallo (restauré) (10 ans)                                 | Arthgallo (restauré) (10 ans)                 | Arthgallo (restauré) (10 ans)                 | Arthgallo (restauré) (10 ans)                 | Frère des précédents |
| Elidur (restauré)                                             | Elidur (restauré)                             | Elidur (restauré)                             | Elidur (restauré)                             | Frère des précédents |
| Peredur au Nord de l'Humber et Ingen au Sud (7 ans)           |                                               |                                               |                                               | |
| Peredur                                                       |                                               |                                               |                                               | |
| Elidur (restauré)                                             |                                               |                                               |                                               | |
| un Fils de Gorbonian                                          |                                               |                                               |                                               | |
| Marganus II                                                   | Marganus II                                   | Marganus II                                   | Marganus II                                   | Fils d'Arthagallo |
| Enniaunus                                                     | Enniaunus                                     | Enniaunus                                     | Enniaunus                                     | Frère de Marganus II |
| Idvallo                                                       | Idvallo                                       | Idvallo                                       | Idvallo                                       | Son cousin fils d'Ingen |
| Runo                                                          | Runo                                          | Runo                                          | Runo                                          | Fils de Peredur |
| Gerennus                                                      | Gerennus                                      | Gerennus                                      | Gerennus                                      | Fils d’Elidur |
| Katellus                                                      | Katellus                                      | Katellus                                      | Katellus                                      | Fils de Gerennus |
| Coillus                                                       | Coillus                                       | Coillus                                       | Coillus                                       | Geoffroy de Monmouth ne donne aucune information sur ce roi                                                                                                |
| Porrex II                                                     | Porrex II                                     | Porrex II                                     | Porrex II                                     | Geoffroy de Monmouth ne donne aucune information sur ce roi                                                                                                |
| Cherin                                                        | Cherin                                        | Cherin                                        | Cherin                                        | Il a trois fils |
| Fulgenius                                                     | Fulgenius                                     | Fulgenius                                     | Fulgenius                                     | Fils de Cherin |
| Edadus                                                        | Edadus                                        | Edadus                                        | Edadus                                        | Fils de Cherin |
| Andragius                                                     | Andragius                                     | Andragius                                     | Andragius                                     | Fils de Cherin |
| Urianus                                                       | Urianus                                       | Urianus                                       | Urianus                                       | Fils d'Andragius |
| Eliud                                                         | Eliud                                         | Eliud                                         | Eliud                                         | Geoffroy de Monmouth ne donne aucune information sur ce souverain.                                                                                         |
| Cledaucus                                                     | Cledaucus                                     | Cledaucus                                     | Cledaucus                                     | Idem |
| Clotenus                                                      | Clotenus                                      | Clotenus                                      | Clotenus                                      | Idem |
| Gurgintius                                                    | Gurgintius                                    | Gurgintius                                    | Gurgintius                                    | Idem |
| Merianus                                                      | Merianus                                      | Merianus                                      | Merianus                                      | Idem |
| Bledudo                                                       | Bledudo                                       | Bledudo                                       | Bledudo                                       | Idem |
| Cap                                                           | Cap                                           | Cap                                           | Cap                                           | Idem |
| Oenus                                                         | Oenus                                         | Oenus                                         | Oenus                                         | Idem |
| Sisillius III                                                 | Sisillius III                                 | Sisillius III                                 | Sisillius III                                 | Idem |
| Bledgabred                                                    |                                               |                                               |                                               | |
| Arthmail                                                      | Arthmail                                      | Arthmail                                      | Arthmail                                      | Frère de Bedgabred |
| Eldol                                                         | Eldol                                         | Eldol                                         | Eldol                                         | Geoffroy de Monmouth ne donne aucune information sur ce roi                                                                                                |
| Redion                                                        | Redion                                        | Redion                                        | Redion                                        | Geoffroy de Monmouth ne donne aucune information sur ce roi                                                                                                |
| Redechius                                                     | Redechius                                     | Redechius                                     | Redechius                                     | Geoffroy de Monmouth ne donne aucune information sur ce roi                                                                                                |
| Samuil                                                        |                                               |                                               |                                               | |
| Penissell                                                     |                                               |                                               |                                               | |
| Pir ou Pyr                                                    |                                               |                                               |                                               | |
| Capoir                                                        |                                               |                                               |                                               | |
| Cligueillus                                                   | Cligueillus                                   | Cligueillus                                   | Cligueillus                                   | Fils de Capoir |
| Heli (40 ans)                                                 | Heli (40 ans)                                 | Heli (40 ans)                                 | Heli (40 ans)                                 | Fils de Cligueillus |
| Lud                                                           |                                               |                                               |                                               | |
| Cassibelanus                                                  | Cassibelanus                                  | Cassibelanus                                  | Cassibelanus                                  | Roi (peut-être des Catuvellauni) à l'époque des expéditions de Jules César (55 et 54 av. J.-C.). Mentionné dans les Commentaires sur la Guerre des Gaules. |
| Tenuantius                                                    | Tenuantius                                    | Tenuantius                                    | Tenuantius                                    | Roi des Catuvellauni, connu par des inscriptions monétaires, mort vers l'an 9.                                                                             |
| Cunobelinus                                                   | Cunobelinus                                   | Cunobelinus                                   | Cunobelinus                                   | Roi des Catuvellauni, connu par des inscriptions monétaires, mort au début des années 40.                                                                  |
| Guiderius                                                     | Guiderius                                     | Guiderius                                     | Guiderius                                     | Correspond peut-être au roi historique des Catuvellauni Togodumnus, mort en 43 au début de la conquête romaine de la Grande-Bretagne.                      |
| Arvirargus                                                    | Arvirargus                                    | Arvirargus                                    | Arvirargus                                    | Correspond peut-être au roi historique des Catuvellauni Caratacus, qui résiste aux Romains jusqu'à sa capture dans les années 50.                          |
| Marius                                                        |                                               |                                               |                                               | |
| Coilus                                                        |                                               |                                               |                                               | |
| Lucius                                                        | Lucius                                        | Lucius                                        | Lucius                                        | Contemporain légendaire du pape Éleuthère (174-189) qui aurait été le premier souverain Breton converti au christianisme.                                  |
| Guerre entre Severus et Sulgenius.                            | Guerre entre Severus et Sulgenius.            | Guerre entre Severus et Sulgenius.            | Guerre entre Severus et Sulgenius.            | Severus est l'empereur romain Septime Sévère (mort en 211).                                                                                                |
| Geta                                                          | Geta                                          | Geta                                          | Geta                                          | Fils de Septime Sévère, empereur romain en 211. |
| Bassianus                                                     | Bassianus                                     | Bassianus                                     | Bassianus                                     | Caracalla, fils de Septime Sévère, empereur romain de 211 à 217.                                                                                           |
| Carausius                                                     | Carausius                                     | Carausius                                     | Carausius                                     | Usurpateur romain de 289 à 293. |
| Allectus                                                      | Allectus                                      | Allectus                                      | Allectus                                      | Assassin de Carausius, usurpateur romain de 293 à 296. |
| Asclépiodote (10 ans)                                         | Asclépiodote (10 ans)                         | Asclépiodote (10 ans)                         | Asclépiodote (10 ans)                         | Julius Asclepiodotus, préfet du prétoire qui rétablit l'autorité de Rome en Grande-Bretagne en 296.                                                        |
| Coel Hen                                                      |                                               |                                               |                                               | |
| Constantius (11 ans)                                          | Constantius (11 ans)                          | Constantius (11 ans)                          | Constantius (11 ans)                          | Constance Chlore, empereur romain de 293 à 306. |
| Constantin Ier                                                | Constantin Ier                                | Constantin Ier                                | Constantin Ier                                | Constantin Ier, empereur romain de 306 à 337. |
| Octavius                                                      |                                               |                                               |                                               | |
| Trahern                                                       |                                               |                                               |                                               | |
| Octavius (restauré)                                           |                                               |                                               |                                               | |
| Maximianus (régence de Dionotus)                              | Maximianus (régence de Dionotus)              | Maximianus (régence de Dionotus)              | Caradocus, puis Dionotus                      | Magnus Maximus, empereur romain d'Occident de 383 à 388.                                                                                                   |
| Gracianus Municeps                                            | Gracianus Municeps                            | Gracianus Municeps                            | Gracianus Municeps                            | Usurpateur romain en 407. |
| Constantin II                                                 | Constantin II                                 | Constantin II                                 | Constantin II                                 | Constantin III, usurpateur romain de 407 à 411. |
| Constant                                                      | Constant                                      | Constant                                      | Constant                                      | Constant, fils de Constantin III, co-usurpateur romain de 407 à 411.                                                                                       |
| Ceretic Guletic                                               | Ceretic Guletic                               | Ceretic Guletic                               | Ceretic Guletic                               | (Roi ignoré par Geoffroy) |
| Vortigern                                                     | Vortigern                                     | Vortigern                                     | Vortigern                                     | Indirectement mentionné par Gildas comme ayant invité les Saxons en Angleterre, en 449 par Bède (date douteuse).                                           |
| Vortimer                                                      |                                               |                                               |                                               | |
| Vortigern (restauré)                                          |                                               |                                               |                                               | |
| Aurelius Ambrosius                                            | Aurelius Ambrosius                            | Aurelius Ambrosius                            | Aurelius Ambrosius                            | Chef de guerre romano-breton du Ve siècle. Mentionné par Gildas.                                                                                           |
| Uther Pendragon                                               |                                               |                                               |                                               | |
| Arthur Pendragon                                              | Arthur Pendragon                              | Arthur Pendragon                              | Arthur Pendragon                              | Fils du précédent |
| Mordred (usurpateur)                                          | Mordred (usurpateur)                          | Mordred (usurpateur)                          | Mordred (usurpateur)                          | Fils du précédent |
| Arthur Pendragon (restauré)                                   |                                               |                                               |                                               | |
| Constantin                                                    | Constantin                                    | Constantin                                    | Constantin                                    | Roi Constantin de Domnonée vers le milieu du VIe siècle. Mentionné par Gildas.                                                                             |
| Aurelius Conanus (2 ans)                                      | Aurelius Conanus (2 ans)                      | Aurelius Conanus (2 ans)                      | Aurelius Conanus (2 ans)                      | Roi du Gwent ou de celui de Powys vers le milieu du VIe siècle. Mentionné par Gildas.                                                                      |
| Vortiporius (4 ans)                                           | Vortiporius (4 ans)                           | Vortiporius (4 ans)                           | Vortiporius (4 ans)                           | Roi du Dyfed vers le milieu du VIe siècle. Mentionné par Gildas.                                                                                           |
| Malgo                                                         | Malgo                                         | Malgo                                         | Malgo                                         | Roi du Gwynedd, mort de la peste vers 547. Mentionné par Gildas.                                                                                           |
| Urien                                                         | Ryderthen                                     | Guallauc                                      | Morcant                                       | Rois mentionnés par Nennius (absents chez Geoffroy de Monmouth)                                                                                            |
| Cynrig                                                        | Cynon                                         | Cynrain                                       |                                               | Trois 'souverains' parmi les Brythons (Y Gododin, absents chez Geoffroy de Monmouth);                                                                      |
| Rhuvawn                                                       | Rhun                                          | Owain ab Urien                                |                                               | Rois mentionnés dans Y Gododin note 132a (absents chez Geoffroy)                                                                                           |
| Keredic                                                       | Keredic                                       | Keredic                                       | Keredic                                       | Probablement le roi Ceredig ap Gwallog |
| Interrègne : les Saxons occupent l'Angleterre                 | Interrègne : les Saxons occupent l'Angleterre | Interrègne : les Saxons occupent l'Angleterre | Interrègne : les Saxons occupent l'Angleterre | Colonisation de la Grande-Bretagne par les Anglo-Saxons |
| Cadfan                                                        | Cadfan                                        | Cadfan                                        | Cadfan                                        | Roi du Gwynedd, mort vers 625. |
| Cadwallon                                                     | Cadwallon                                     | Cadwallon                                     | Cadwallon                                     | Fils de Cadfan, roi du Gwynedd, mort au combat en 634. |
| Cadwaladr                                                     | Cadwaladr                                     | Cadwaladr                                     | Cadwaladr                                     | Fils de Cadwallon, roi du Gwynedd, mort de la peste en 682.                                                                                                |

## Utilisation politique
Henri VIII utilisa une prophétie attribuée à Merlin qui annonçait la revanche des peuples celtiques de Grande-Bretagne sur les Saxons pour présenter son père, le roi gallois Henri VII comme celui qui accomplit cette prophétie : parti de la péninsule armoricaine de Bretagne, soutenu par des guerriers bretons, arborant le dragon rouge des Gallois qu'il introduisit dans les armes du royaume d'Angleterre, Henri VII nomma d'ailleurs symboliquement son fils Arthur car la famille Tudor prétendait se rattacher à la lignée de Brutus et des rois de Bretagne célébrée par Geoffroy de Monmouth. Henri VIII s'appuya également sur la légende pour proclamer le caractère impérial et donc indépendant de Rome et du Pape de son royaume, l'empereur Constantin étant lié selon Geoffroy de Monmouth à la dynastie royale de Bretagne.